# CD 엑스트레마두라 1924
CD 엑스트레마두라 1924(스페인어: Club Deportivo Extremadura 1924)는 스페인 엑스트레마두라주를 연고로 하는 축구단이다. 2022년 6월 9일에 창단되었으며, 테르세라 페데라시온에 참가하고 있다.

## 선수 명단

### 현역
참고: FIFA 자격 규정에 따라 소속된 국가대표팀 국기를 표시합니다. 선수는 복수의 FIFA 비회원국 국적을 가지고 있을 수 있습니다.
| 번호 | 포지션 | 국적 | 이름 |
| ---- | ------ | ---- | ---- |

| 번호 | 포지션 | 국적 | 이름 |
| ---- | ------ | ---- | ---- |